# Grand Prix Formule 1 van Portugal 1988
De Grand Prix Formule 1 van Portugal 1988 werd gehouden op 25 september 1988 op Estoril.

## Verslag

### Kwalificatie
Voor de negende keer bezette McLaren de eerste startrij, voor Ivan Capelli in de March.

### Race
De eerste start werd geannuleerd doordat Andrea de Cesaris stilviel op de grid, de tweede doordat Derek Warwick stilviel en aangereden werd door de Cesaris, Luis Perez-Sala en Satoru Nakajima. Bij de derde start pakte Ayrton Senna onmiddellijk de leiding. Bij het ingaan van de tweede ronde kwam Prost op het rechte stuk bij start/finish echter langszij en passeerde Senna in de eerste bocht. Dit leidde tot ruzie bij McLaren na de race. Prost bouwde zijn voorsprong uit en bleef uiteindelijk aan kop.
Senna had problemen, waardoor Capelli dichterbij kon komen. In de 22ste ronde ging de Italiaan hem voorbij. Ook Gerhard Berger ging Senna nog voorbij en Nigel Mansell kwam hoe langer, hoe dichter. De krachtige Honda-motor was echter superieur op de snelle gedeelten van de baan. Berger had intussen de snelste ronde neergezet toen hij dichter bij Capelli trachtte te komen, maar hij spinde van de baan in de 36ste ronde. Hij had per ongeluk zijn brandblusser geactiveerd, wat leidde tot het bevriezen van zijn been.
In de 54ste ronde trachtten Senna en Mansell Jonathan Palmer op een ronde te zetten. Bij die manoeuvre raakte Mansell Senna en de Brit ging van de baan. Doorheen de hele race streden Mauricio Gugelmin, Nelson Piquet, Michele Alboreto, Riccardo Patrese en Thierry Boutsen voor het laatste puntje. In de 29ste ronde moest Patrese opgeven met een kapotte radiator en een ronde later moest ook Piquet opgeven met koppeling- en versnellingsbakproblemen.
In de 55ste ronde ging Alboreto Senna voorbij en nam de vierde plaats over. Ook Boutsen en Derek Warwick gingen de Braziliaan nog voorbij. Prost won overtuigend, voor een verbazende Capelli, die slechts 9,5 seconde achter hem finishte. Boutsen ging nog in de laatste ronde voorbij Alboreto en werd derde. Ook warwick ging de Italiaan nog voorbij. Senna pakte het laatste puntje.

## Uitslag
| Positie | Nummer | Rijder             | Team            | Ronden | Tijd/Opgave    | Startplaats | Punten |
| ------- | ------ | ------------------ | --------------- | ------ | -------------- | ----------- | ------ |
| 1       | 11     | Alain Prost        | McLaren-Honda   | 70     | 1:37:40.958    | 1           | 9      |
| 2       | 16     | Ivan Capelli       | March-Judd      | 70     | + 9.553        | 3           | 6      |
| 3       | 20     | Thierry Boutsen    | Benetton-Ford   | 70     | + 44.619       | 13          | 4      |
| 4       | 17     | Derek Warwick      | Arrows-Megatron | 70     | + 1:07.419     | 10          | 3      |
| 5       | 27     | Michele Alboreto   | Ferrari         | 70     | + 1:11.884     | 7           | 2      |
| 6       | 12     | Ayrton Senna       | McLaren-Honda   | 70     | + 1:18.269     | 2           | 1      |
| 7       | 36     | Alex Caffi         | Dallara-Ford    | 69     | + 1 Ronde      | 17          |        |
| 8       | 24     | Luis Perez-Sala    | Minardi-Ford    | 68     | + 2 Rondes     | 19          |        |
| 9       | 14     | Philippe Streiff   | AGS-Ford        | 68     | + 2 Rondes     | 21          |        |
| 10      | 25     | René Arnoux        | Ligier-Judd     | 68     | + 2 Rondes     | 23          |        |
| 11      | 31     | Gabriele Tarquini  | Coloni-Ford     | 65     | + 5 Rondes     | 26          |        |
| 12      | 21     | Nicola Larini      | Osella          | 63     | + 7 Rondes     | 25          |        |
| NF      | 15     | Mauricio Gugelmin  | March-Judd      | 59     | Motor          | 5           |        |
| NF      | 5      | Nigel Mansell      | Williams-Judd   | 54     | Spin           | 6           |        |
| NF      | 3      | Jonathan Palmer    | Tyrrell-Ford    | 53     | Oververhitting | 22          |        |
| NF      | 19     | Alessandro Nannini | Benetton-Ford   | 52     | Handling       | 9           |        |
| NF      | 28     | Gerhard Berger     | Ferrari         | 35     | Spin           | 4           |        |
| NF      | 1      | Nelson Piquet      | Lotus-Honda     | 34     | Koppeling      | 8           |        |
| NF      | 6      | Riccardo Patrese   | Williams-Judd   | 29     | Radiator       | 11          |        |
| NF      | 23     | Pierluigi Martini  | Minardi-Ford    | 27     | Motor          | 14          |        |
| NF      | 29     | Yannick Dalmas     | Larrousse-Ford  | 20     | Alternator     | 15          |        |
| NF      | 2      | Satoru Nakajima    | Lotus-Honda     | 16     | Spin           | 16          |        |
| NF      | 22     | Andrea de Cesaris  | Rial-Ford       | 11     | Aandrijving    | 12          |        |
| NF      | 18     | Eddie Cheever      | Arrows-Megatron | 10     | Turbo          | 18          |        |
| NF      | 30     | Philippe Alliot    | Larrousse-Ford  | 7      | Motor          | 20          |        |
| NF      | 26     | Stefan Johansson   | Ligier-Judd     | 4      | Motor          | 24          |        |
| NQ      | 4      | Julian Bailey      | Tyrrell-Ford    |        |                |             |        |
| NQ      | 9      | Piercarlo Ghinzani | Zakspeed        |        |                |             |        |
| NQ      | 33     | Stefano Modena     | EuroBrun-Ford   |        |                |             |        |
| NQ      | 10     | Bernd Schneider    | Zakspeed        |        |                |             |        |
| PQ      | 32     | Oscar Larrauri     | EuroBrun-Ford   |        |                |             |        |

## Statistieken
| Pole-position | Alain Prost    | McLaren-Honda | 1:17.411 |
| Snelste ronde | Gerhard Berger | Ferrari       | 1:21.961 |

## Noot
- Dit was de driehonderdste Grand Prix-start voor een Zweedse coureur.
- Dit was de derde overwinning van de Grote Prijs van Portugal voor Alain Prost en hiermee vestigde hij een nieuw record. Hij verbrak het oude record van Stirling Moss (2), gevestigd tijdens de Grote Prijs van Portugal van 1959.

1958 · 1959 · 1960 · 1984 · 1985 · 1986 · 1987 · 1988 · 1989 · 1990 · 1991 · 1992 · 1993 · 1994 · 1995 · 1996 · 2020 · 2021